# Sächsische VII (Bauart Hartmann)
Als Gattung VII bezeichneten die Königlich Sächsischen Staatseisenbahnen zweifach gekuppelte Schlepptender-Dampflokomotiven für den gemischten Reise- und Güterzugdienst. Die Deutsche Reichsbahn ordnete die Lokomotiven ab 1925 in die Baureihe 98.71 ein.

## Geschichte
Die von der Sächsischen Maschinenfabrik (vormals Hartmann) in Chemnitz gelieferten Maschinen unterschieden sich fast alle untereinander. So hatten die Treibräder drei verschiedene Durchmesser, 1.710, 1.550 und 1.390 mm. Gemeinsam war allen Lokomotiven jedoch ein Achsstand von 2.600 mm.
Geliefert wurden die Maschinen auch an die später verstaatlichten Eisenbahngesellschaften Chemnitz-Komotauer Eisenbahngesellschaft, Chemnitz-Aue-Adorfer Eisenbahngesellschaft und Zwickau-Lengenfeld-Falkensteiner Eisenbahn-Gesellschaft.
Von der Deutschen Reichsbahn wurden 1925 noch drei Maschinen mit 1.390 mm Kuppelraddurchmesser übernommen, die allerdings noch im gleichen Jahr ausgemustert wurden.